# Ted Nugent
Ted Nugent (teljes nevén Theodore Anthony Nugent) (Detroit, Michigan, 1948. december 13. –) amerikai rockgitáros és énekes.

## Pályafutása
Elsőként a The Amboy Dukes szólógitárosaként szerzett ismertséget 1965 és 1975 között, majd szólókarrierbe kezdett. Első három szólóalbuma (Ted Nugent, Free-for-all, Cat Scratch Fever) többszörös platinalemez lett az Amerikai Egyesült Államokban. 1982 és 1986 között a Damn Yankees nevű szupergrupp tagja volt, majd újra visszatért a szólópályára.
Zenei tevékenysége mellett Amerikában konzervatív politikai nézeteiről továbbá drog- és alkoholellenes hozzáállásáról ismert. Gyakran kerül összetűzésbe állatvédőkkel, mert támogatja a vadászatot és a szabad fegyverviselést.

## Diszkográfia
- 1975 – Ted Nugent
- 1976 – Free-for-All
- 1977 – Cat Scratch Fever
- 1978 – Double Live Gonzo! (koncertalbum)
- 1978 – Weekend Warriors
- 1979 – State of Shock
- 1980 – Scream Dream
- 1981 – Intensities in 10 Cities (koncertalbum)
- 1981 – Great Gonzos!: The Best of Ted Nugent (válogatás)
- 1982 – Nugent
- 1984 – Penetrator
- 1986 – Little Miss Dangerous
- 1988 – If You Can't Lick 'Em...Lick 'Em
- 1993 – Out of Control (válogatás)
- 1995 – Spirit of the Wild
- 1996 – Over the Top (válogatás)
- 1997 – Live at Hammersmith '79 (koncertalbum)
- 1998 – Super Hits (válogatás)
- 2001 – Full Bluntal Nugity (koncertalbum)
- 2001 – Noble Savage (válogatás)
- 2005 – Extended Versions (koncertalbum)
- 2002 – Craveman
- 2002 – The Ultimate Ted Nugent (válogatás)
- 2007 – Love Grenade
- 2008 – Sweden Rocks (koncertalbum)
- 2014 – Shutup & Jam!
- 2018 – The Music Made Me Do It
- 2022 – Detroit Muscle